# Gare de Vernon - Giverny
La gare de Vernon - Giverny est une gare ferroviaire française de la ligne de Paris-Saint-Lazare au Havre, située sur le territoire de la commune de Vernon, à proximité de Giverny, dans le département de l'Eure, en région Normandie.
Elle est mise en service en 1843 par la Compagnie du chemin de fer de Paris à Rouen.
C'est une gare de la Société nationale des chemins de fer français (SNCF), desservie par des trains express régionaux, du réseau TER Normandie, et par des trains de la ligne J du Transilien, dont elle est un terminus.

## Situation ferroviaire
Établie à 26 mètres d'altitude, la gare de Vernon - Giverny est située au point kilométrique (PK) 79,903 de la ligne de Paris-Saint-Lazare au Havre, entre les gares ouvertes de Bonnières et de Gaillon - Aubevoye. Elle est respectivement séparée de ces deux gares par les gares fermées de Port-Villez et du Goulet.
Ancienne gare de bifurcation, elle disposait d'un raccordement avec la ligne de Gisors-Boisgeloup à Pacy-sur-Eure (désormais déclassée).

## Histoire
La gare de Vernon est mise en service le 9 mai 1843 par la Compagnie du chemin de fer de Paris à Rouen, lorsqu'elle ouvre à l'exploitation la section de Colombes à Rouen-Saint-Sever de sa ligne de Paris à Rouen. Elle dispose de plusieurs édifices construits cette même année : un bâtiment voyageurs d'un modèle type de la compagnie, en briques avec un corps central, à un étage et une marquise en fer côté quai encadré par deux ailes basses, un abri sur le quai opposé et divers bâtiments pour le service.
En 1872, les installations sont modernisées et agrandies : le bâtiment voyageurs est reconstruit, sauf le corps central qui est conservé et des nouveaux bâtiments annexes, construits en briques et pans de bois, sont ajoutés.

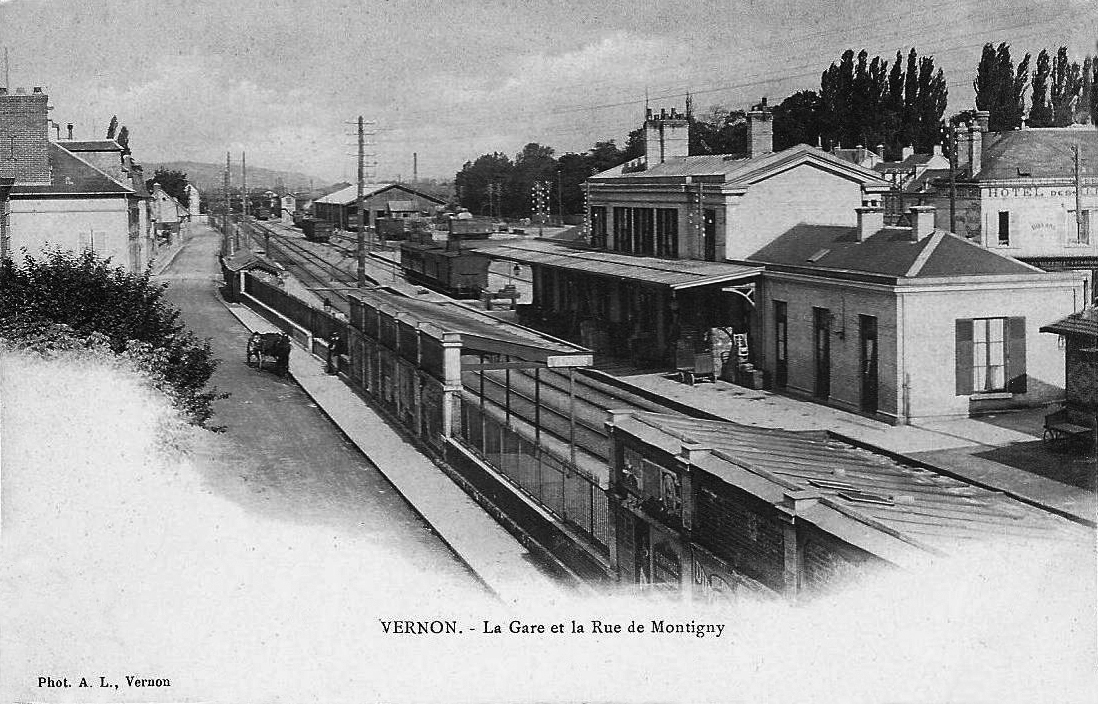
La gare vers 1900.

En 1927, le bâtiment voyageurs est agrandi avec un édifice perpendiculaire à la ligne. Une passerelle est édifiée pour permettre la traversée des voies par les piétons lorsque le passage à niveau est fermé.
Après la Seconde Guerre mondiale, la passerelle est détruite et un souterrain est réalisé pour la traversée des voies et l'accès aux quais.
En 1989, la gare est à nouveau agrandie avec la construction d'un nouveau hall dû à l'architecte Bréant.
En 2011, la fréquentation de la gare représente 1 722 890 voyageurs, elle était de 1 243 929 v. en 2010 et de 1 487 699 v. en 2009, ce qui la situe pour ces trois années au troisième rang des gares de la région Haute-Normandie, après celles de Rouen et du Havre
En 2014, Vernon est une gare voyageurs d'intérêt régional (catégorie B : la fréquentation est supérieure ou égale à 100 000 voyageurs par an de 2010 à 2011), qui dispose de deux quais (le quai de la voie 1 à une longueur utile de 293 m et celui de la voie 2 une longueur de 314 m), un souterrain et quatre abris (deux sur chaque quai).
Changement de nom
En juin 2014, la ville ayant souhaité renommer la gare en « Vernon - Giverny », son maire a adressé plusieurs courriers officiels pour cette demande. Il espérait que, pour la saison touristique 2015, la gare serait ainsi renommée avec de nouvelles plaques. Ce changement a été officialisé le 8 avril 2015, avec l'inauguration du nouveau nom de la gare (nouvelles plaques, fiches horaires, fronton de la gare, affichages numériques et dans les trains) et un réaménagement de celle-ci aux couleurs de l'impressionnisme. Enfin, trois rames Z 24500 ont été habillées et aménagées toujours dans le thème de l'impressionnisme.

## Fréquentation
De 2015 à 2024, selon les estimations de la SNCF, la fréquentation annuelle de la gare s'élève aux nombres indiqués dans le tableau ci-dessous.
La gare de Vernon-Giverny est la 4ème gare régionale en termes de trafic après celles de Rouen-Rive-Droite, Caen et Le Havre.
| Année                      | 2015      | 2016      | 2017      | 2018      | 2019      | 2020      | 2021      | 2022      | 2023      | 2024      |
| -------------------------- | --------- | --------- | --------- | --------- | --------- | --------- | --------- | --------- | --------- | --------- |
| Voyageurs                  | 1 741 912 | 1 731 626 | 1 841 973 | 1 690 478 | 1 837 607 | 1 049 402 | 1 534 074 | 2 026 943 | 2 263 949 | 2 046 451 |
| Voyageurs et non voyageurs | 2 177 390 | 2 164 533 | 2 302 467 | 2 113 097 | 2 297 009 | 1 311 752 | 1 917 593 | 2 533 679 | 2 829 936 | 2 558 064 |

## Service des voyageurs

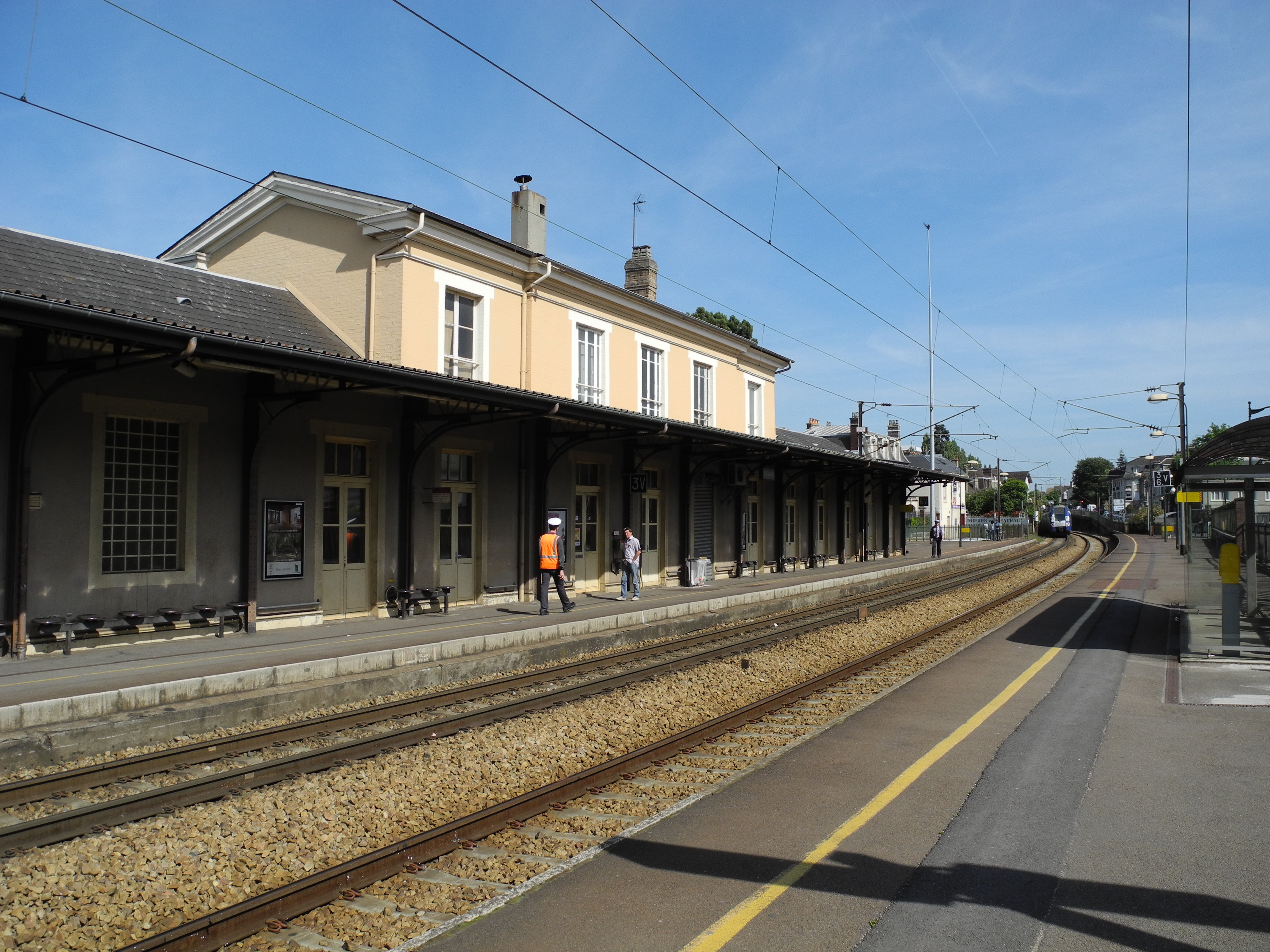
Ancien bâtiment voyageurs, quais et voies.

### Accueil
Gare SNCF, elle dispose d'un bâtiment voyageurs, avec guichet, ouvert tous les jours. Elle est équipée d'automates pour l'achat de titres de transport TER.
Un souterrain permet la traversée des voies et l'accès aux quais.

### Desserte
La gare est desservie par des trains TER Normandie et par ceux de la ligne J du Transilien (réseau Paris-Saint-Lazare), dont elle est un terminus.

### Intermodalité
Un parc pour les vélos (70 places) et un parking pour les véhicules (450 places) y sont aménagés.
La gare est desservie par les lignes 1, 2, 3, 4, 5, 6, 10 et la navette Giverny du réseau SN'Go, dont les arrêts sont devant la gare pour la plupart des lignes pré-citées ou à quelques mètres, dans les rues adjacentes, à l'arrêt SNCF Montigny pour les lignes 5 et 6. La navette Giverny est une ligne saisonnière circulant d'avril à novembre et permettant de se rendre à la Fondation Claude Monet.
Les lignes 74 et 77 du réseau de bus du Mantois, organisé par Île-de-France Mobilités, desservent elles aussi la gare.

## Patrimoine ferroviaire
Le bâtiment voyageurs et ses annexes sont inscrits à l'Inventaire général du patrimoine culturel depuis le 30 décembre 2003.

## Projet

### Réaménagement de la gare
Le projet de déplacement de la gare pour en créer une nouvelle sur une réserve de trois hectares près de la ZAC de Fieschi n'est plus d'actualité. Après une série de réunions de février à juin 2012 les principaux financeurs : SNCF, RFF et la région Haute-Normandie; ont opté pour un projet de réaménagement de la gare actuelle. Le projet financé par la région à l'horizon de 2020 comporte principalement la création d'une troisième voie et un quai central pour permettre plus de dessertes.